# Liste der Stolpersteine in Segnitz

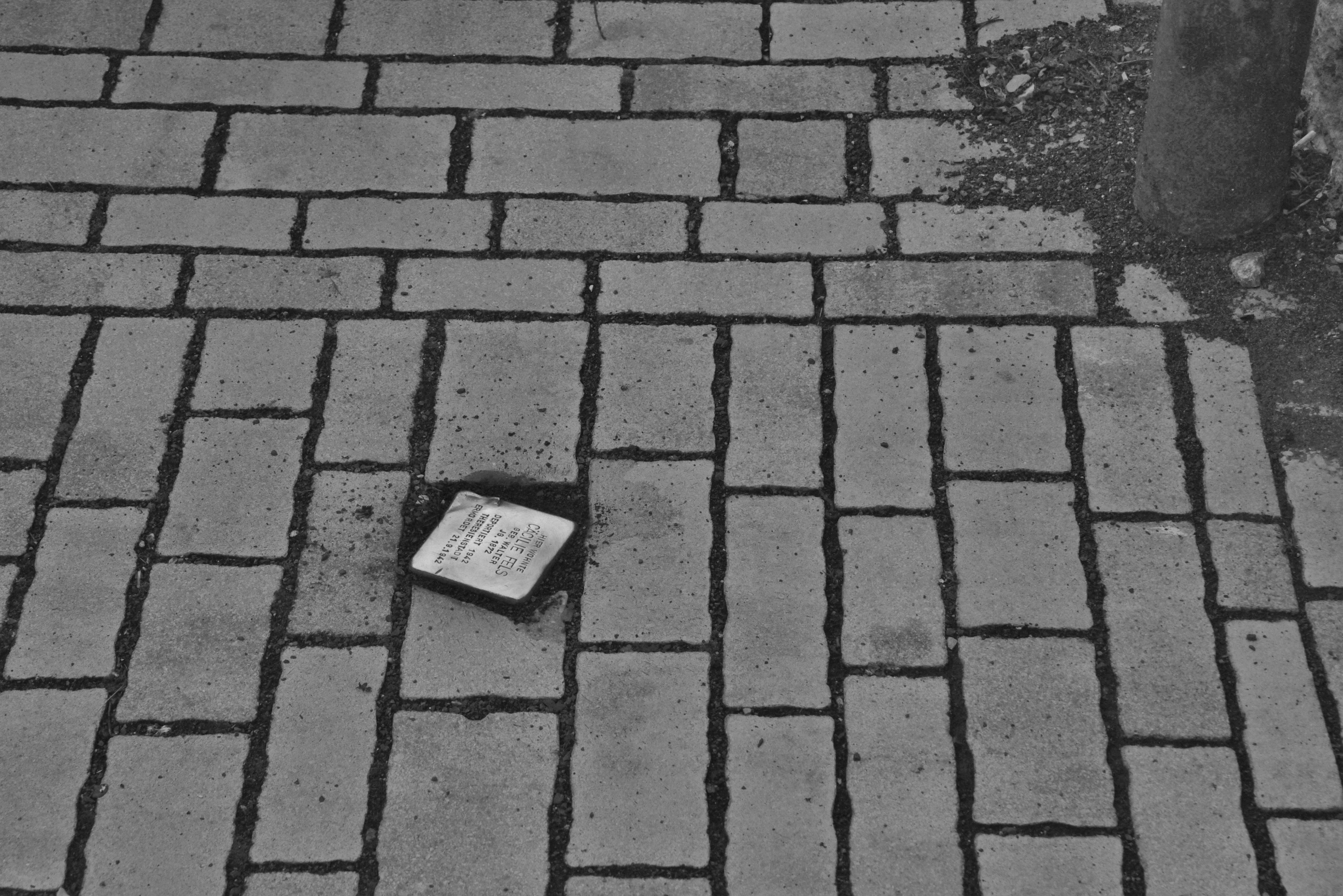
Stolperstein in Segnitz

Diese Liste der Stolpersteine in Segnitz enthält die Stolpersteine, die im Rahmen des gleichnamigen Kunstprojekts von Gunter Demnig in der unterfränkischen Gemeinde Segnitz verlegt wurden. Mit ihnen soll Opfern des Nationalsozialismus gedacht werden, die in Segnitz am Main lebten und wirkten.
Auf der Oberseite der Betonquader mit zehn Zentimeter Kantenlänge ist eine Messingtafel verankert, die Auskunft über Namen, Geburtsjahr und Schicksal der Personen gibt, derer gedacht werden soll. Die Steine sind in den Bürgersteig vor den ehemaligen Wohnhäusern der Opfer der nationalsozialistischen Gewaltherrschaft eingelassen.

## Verlegte Stolpersteine
In Segnitz wurden bis Ende 2020 vier Stolpersteine an drei Adressen verlegt.
| Stolperstein | Inschrift                                                                                       | Verlegeort                 | Name, Leben |
| ------------ | ----------------------------------------------------------------------------------------------- | -------------------------- | --- |
|              | HIER WOHNTE OTTO IWAN DRIESEN JG. 1875 FLUCHT 1938 DEPORTIERT 1943 SOBIBOR ?                    | Hans-Kesenbrod-Straße 18 · | Otto Iwan Driesen war Pädagoge, Diplomat und Mitarbeiter im Außenministerium des Deutschen Reiches. Er starb im Konzentrationslager Sobibor. |
|              | HIER WOHNTE CÄCILIE FELS GEB. WALTER JG. 1872 DEPORTIERT 1942 THERESIENSTADT ERMORDET 21.9.1942 | Hans-Kesenbrod-Straße 21 · | Cäcilie Fels |
|              | HIER WOHNTE JOSEPH BERNHARD REISS JG. 1870 DEPORTIERT 1942 THERESIENSTADT ERMORDET 12.5.1943    | Rathausstraße 6 ·          | Joseph Bernhard Reiß Biographische Angaben:                                                                                                  |
|              | HIER WOHNTE MORITZ SILBERSCHMIDT JG. 1867 DEPORTIERT 1942 THERESIENSTADT ERMORDET 2.2.1943      | Hans-Kesenbrod-Straße 18 · | Moritz Silberschmidt Biographische Angaben:                                                                                                  |

## Verlegungen
- Dezember 2004: Hans-Kesenbrod-Straße 18 (Otto Iwan Driesen)
- 26. April 2013: Hans-Kesenbrod-Straße 18 (Joseph Bernhard Reiß) und 21, Rathausstraße 6